# Wolf, Bär & Co.
Wolf, Bär & Co. ist eine Fernsehserie des NDR, die an den großen Erfolg von Elefant, Tiger & Co. und andere Zoo-Doku-Soaps anknüpft. In der Serie werden Geschichten aus dem Wildpark Lüneburger Heide erzählt.
Die 40 Folgen umfassende Reihe bietet wie ihr Vorbild Elefant, Tiger & Co. einen Blick hinter die Kulissen und begleitet Tierärzte und -pfleger bei ihrer täglichen Arbeit. Der Schauspieler Josef Tratnik lieh den Geschichten von Wolf, Bär & Co. seine Stimme. Gedreht wurden die Folgen von März bis September 2006. Die Folgen sind jeweils ca. 50 Min lang. Produziert wurde die Serie von NDR Naturfilm und Studio Hamburg Documentaries, verantwortlich waren Nadja Frenz und Tom Synnatzschke. Die Redaktion lag bei Holger Hermesmeyer und Ole Kampovski vom NDR. Die Leitung übernahmen Jörn Röver von NDR Naturfilm und Angelika Paetow vom NDR. Gestaltet wurden die Folgen von den Autoren Heiko De Groot, Michael Kain, Ilka Kettner, Bernd Kosslik, Christina Krätzig, Dunja Stamer, Thomas Röschner und Heike Nikolaus. Die Musik stammt von Clemens Winterhalter.

## Episodenliste
Die Serie wurde erstmals vom 10. April bis zum 26. September 2007 auf dem Sender Das Erste ausgestrahlt.
| Nr. | Titel                                                          | Erstausstrahlung | Autoren                                                                                      |
| --- | -------------------------------------------------------------- | ---------------- | -------------------------------------------------------------------------------------------- |
| 1   | Kein Glück bei den Frauen: Elch Zwille ist schüchtern          | 10. Apr. 2007    | Heiko De Groot, Michael Kain, Ilka Kettner, Bernd Koßlick, Christina Krätzig, Dunja Stamer   |
| 2   | Freude bei den Schneeleoparden: Ghurl ist Mutter geworden      | 11. Apr. 2007    | Heiko De Groot, Michael Kain, Ilka Kettner, Bernd Koßlick, Christina Krätzig, Dunja Stamer   |
| 3   | Große Sorgen um Nanuk: was fehlt dem Polarwolf?                | 12. Apr. 2007    | Heiko De Groot, Michael Kain, Ilka Kettner, Bernd Koßlick, Christina Krätzig, Dunja Stamer   |
| 4   | Komplikationen bei Ronda: eine Schneeziege in den Wehen        | 13. Apr. 2007    | Heiko De Groot, Michael Kain, Ilka Kettner, Christina Krätzig, Thomas Röschner, Dunja Stamer |
| 5   | Es ist Badetag: Gänsebaden mit Gummihose                       | 16. Apr. 2007    | Heiko De Groot, Michael Kain, Ilka Kettner, Christina Krätzig, Thomas Röschner, Dunja Stamer |
| 6   | Nachwuchs bei den Ponys: Pässe werden hier gemalt              | 17. Apr. 2007    | Heiko De Groot, Michael Kain, Ilka Kettner, Christina Krätzig, Thomas Röschner, Dunja Stamer |
| 7   | Nachwuchs bei den Poitou-Eseln: Henriette nimmt’s gelassen     | 18. Apr. 2007    | Heiko De Groot, Michael Kain, Ilka Kettner, Christina Krätzig, Thomas Röschner, Dunja Stamer |
| 8   | Zuwachs für die Polarwölfe: der kleine Noran wird abgeholt     | 19. Apr. 2007    | Heiko De Groot, Michael Kain, Ilka Kettner, Christina Krätzig, Thomas Röschner, Dunja Stamer |
| 9   | Die Perlhühner ziehen um: Spezialeinsatz im Bärenhaus          | 20. Apr. 2007    | Heiko De Groot, Michael Kain, Ilka Kettner, Christina Krätzig, Thomas Röschner, Dunja Stamer |
| 10  | Willi ist krank: ein Braunbär auf Diät                         | 23. Apr. 2007    | Heiko De Groot, Michael Kain, Ilka Kettner, Christina Krätzig, Thomas Röschner, Dunja Stamer |
| 11  | Hollywood-Star tauft Schneeleopardenbaby                       | 24. Apr. 2007    | Heiko De Groot, Michael Kain, Ilka Kettner, Christina Krätzig, Thomas Röschner, Dunja Stamer |
| 12  | Nachwuchs bei Familie Wisent                                   | 25. Apr. 2007    | Heiko De Groot, Michael Kain, Ilka Kettner, Christina Krätzig, Thomas Röschner, Dunja Stamer |
| 13  | Rodeo mal anders: Der unglaubliche Ritt auf einem Wasserbüffel | 26. Apr. 2007    | Heiko De Groot, Christina Krätzig, Thomas Röschner, Dunja Stamer                             |
| 14  | Zuchterfolg im Wildpark: Seltener Steinadler ist geschlüpft    | 27. Apr. 2007    | Heiko De Groot, Christina Krätzig, Heike Nikolaus, Thomas Röschner, Dunja Stamer             |
| 15  | EKG bei den Schneeleoparden: Verdacht auf Herzfehler           | 30. Apr. 2007    | Heiko De Groot, Christina Krätzig, Heike Nikolaus, Thomas Röschner, Dunja Stamer             |
| 16  | Großer Wohnungstausch bei den Waschbären                       | 2. Mai 2007      | Heiko De Groot, Christina Krätzig, Heike Nikolaus, Thomas Röschner, Dunja Stamer             |
| 17  | Deckhengst Charles de Gaulle sorgt für eselsstarken Nachwuchs  | 3. Mai 2007      | Heiko De Groot, Christina Krätzig, Heike Nikolaus, Thomas Röschner, Dunja Stamer             |
| 18  | Hitzewelle im Wildpark                                         | 4. Mai 2007      | Heiko De Groot, Christina Krätzig, Heike Nikolaus, Thomas Röschner, Dunja Stamer             |
| 19  | Zuwachs bei den Präriehunden: zwei Damen für Bob und Alfred    | 7. Mai 2007      | Heiko De Groot, Christina Krätzig, Heike Nikolaus, Thomas Röschner, Dunja Stamer             |
| 20  | Ein Elch auf Freigang                                          | 8. Mai 2007      | Heiko De Groot, Christina Krätzig, Heike Nikolaus, Thomas Röschner, Dunja Stamer             |
| 21  | Vom schwachen Findelkind zum starken Spartakus                 | 9. Mai 2007      | Heiko De Groot, Christina Krätzig, Heike Nikolaus, Thomas Röschner, Dunja Stamer             |
| 22  | Großaktion bei den Girgentana-Ziegen – Pediküre für alle!      | 10. Mai 2007     | Heiko De Groot, Christina Krätzig, Heike Nikolaus, Thomas Röschner, Dunja Stamer             |
| 23  | Neue Timberwölfe für den Wildpark                              | 11. Mai 2007     | Heiko De Groot, Christina Krätzig, Heike Nikolaus, Thomas Röschner, Dunja Stamer             |
| 24  | Kinder on tour im Wildpark                                     | 14. Mai 2007     | Heiko De Groot, Christina Krätzig, Heike Nikolaus, Thomas Röschner, Dunja Stamer             |
| 25  | Schneeleopardenmädchen hat Herzfehler!                         | 15. Mai 2007     | Heiko De Groot, Christina Krätzig, Heike Nikolaus, Thomas Röschner, Dunja Stamer             |
| 26  | Seltener Besuch bei den Polarwölfen                            | 16. Mai 2007     | Heiko De Groot, Christina Krätzig, Heike Nikolaus, Thomas Röschner, Dunja Stamer             |
| 27  | Ein Fischotter beim Arzt: Mikey hat eine Lungenentzündung      | 18. Mai 2007     | Heiko De Groot, Christina Krätzig, Heike Nikolaus, Thomas Röschner, Dunja Stamer             |
| 28  | Trauer bei Fischotter Momo                                     | 21. Mai 2007     | Heiko De Groot, Christina Krätzig, Heike Nikolaus, Thomas Röschner, Dunja Stamer             |
| 29  | Ein Esel zieht um: Pierre bekommt ein neues Zuhause            | 22. Mai 2007     | Heiko De Groot, Christina Krätzig, Heike Nikolaus, Thomas Röschner, Dunja Stamer             |
| 30  | Ein Babywolf geht spazieren: Noran entdeckt den Wildpark       | 23. Mai 2007     | Heiko De Groot, Christina Krätzig, Heike Nikolaus, Thomas Röschner, Dunja Stamer             |
| 31  | Willkommen im Wildpark Lüneburger Heide                        | 21. Aug. 2007    |                                                                                              |
| 32  | Bärenbesuch aus Ungarn                                         | 22. Aug. 2007    | Heiko De Groot, Michael Kain, Ilka Kettner, Bernd Koßlick, Christina Krätzig, Dunja Stamer   |
| 33  | Der Wildpark als Wintermärchen: Die Wolfstage im Schnee        | 23. Aug. 2007    |                                                                                              |
| 34  | Keine Lust auf Zahnarzt: Die Alpakas bekommen schöne Zähne     | 24. Aug. 2007    | Heiko De Groot, Michael Kain, Ilka Kettner, Bernd Koßlick, Christina Krätzig, Dunja Stamer   |
| 35  | Ein Zwillingspaar für den Wildpark: Zwei Elche ziehen um       | 27. Aug. 2007    | Heiko De Groot, Michael Kain, Ilka Kettner, Bernd Koßlick, Christina Krätzig, Dunja Stamer   |
| 36  | Zurück in die Natur: Rehkitz Finchen wird ausgewildert         | 28. Aug. 2007    | Heiko De Groot, Michael Kain, Ilka Kettner, Bernd Koßlick, Christina Krätzig, Dunja Stamer   |
| 37  | Frühlingsgefühle: Eine neue Herzdame für Wildkater Axel        | 29. Aug. 2007    | Heiko De Groot, Michael Kain, Ilka Kettner, Bernd Koßlick, Christina Krätzig, Dunja Stamer   |
| 38  | Renovierung bei den Birkhühnern: neues Mobiliar ist unterwegs  | 13. Sep. 2007    | Heiko De Groot, Michael Kain, Ilka Kettner, Christina Krätzig, Thomas Röschner, Dunja Stamer |
| 39  | Cowboys taufen Alpaka-Fohlen                                   | 19. Sep. 2007    | Heiko De Groot, Christina Krätzig, Heike Nikolaus, Thomas Röschner, Dunja Stamer             |
| 40  | Ein neues Zuhause für Waschbärbabys                            | 26. Sep. 2007    | Heiko De Groot, Christina Krätzig, Heike Nikolaus, Thomas Röschner, Dunja Stamer             |

Stab

Producer: Tom Synnatzschke (NDR Naturfilm), Nadja Frenz; Produktionsleitung: Thomas Harnisch (NDR Naturfilm), Daniel Buresch (NDR); Redaktion NDR: Holger Hermesmeyer, Ole Kampovski; Leitung: Jörn Röver (NDR Naturfilm), Angelika Paetow (NDR); Aufnahmeleitung: Willy Polaszek; Musik: Clemens Winterhalter; Sprecher: Josef Tratnik

Kamera: Marion Reischmann, Rainer Schmidt, Andreas Stonawski, Heiko Behrens, Ivo Nörenberg, Uwe Anders, Micha Bojanowski, Beatrice Mayer u. a.

Ton: Max Kielhauser, Hardo Moritz, Alexander Felchow, Stefan Behrens, Hanna Mayser, Sebastian Bock, Jasper Engel, Timo Selengia u. a.; Tonmischung: Heiner Jäkel

Schnitt: Claudia Gätgens, Daniel Probst, Mario Schöppler, Manuela Trauter, Maria Hemmleb, Ulrich Skalicky, Annette von Stürmer, Daniela Fuhrmann, Michael Schlatow